# Costa de Marfil en los Juegos Olímpicos de Sídney 2000
Costa de Marfil estuvo representada en los Juegos Olímpicos de Sídney 2000 por un total de 14 deportistas, 7 hombres y 7 mujeres, que compitieron en 5 deportes.
El portador de la bandera en la ceremonia de apertura fue el atleta Ibrahim Meité. El equipo olímpico marfileño no obtuvo ninguna medalla en estos Juegos.